# Cerodontha vigneae
Cerodontha vigneae är en tvåvingeart som beskrevs av Nowakowski 1967. Cerodontha vigneae ingår i släktet Cerodontha och familjen minerarflugor. Inga underarter finns listade i Catalogue of Life.